# Alberto Savinio
Alberto Savinio (Athene, 25 augustus 1891 – Florence, 5 mei 1952) was een Italiaans kunstenaar.
Alberto Savinio werd geboren op 25 augustus 1891 in Athene als Andrea de Chirico. Hij koos voor zijn pseudoniem Savinio om zich te onderscheiden van zijn oudere broer Giorgio de Chirico (1888-1978). Zijn vader Evaristo de Chirico werkte als ingenieur bij de aanleg van spoorwegen in Griekenland. Net als zijn broer kreeg Alberto Savinio een klassieke opleiding in Athene. Na de dood van zijn vader in 1905 werden de carrières van de broers de Chirico geleid door hun moeder Gemma Cervetto.
Na zijn opleiding aan het conservatorium van Athene vertrok Alberto Savinio naar München om zijn muziekstudies voort te zetten bij Max Reger (1873-1916). Op 17-jarige leeftijd componeerde hij zijn eerste opera Carmela.
In 1910 vestigde Alberto Savinio zich in Parijs waar hij contacten legde met onder meer Pablo Picasso, Francis Picabia en André Breton. Hij was goed bevriend met Guillaume Apollinaire. Zijn muziek betekende een breuk met de impressionistische traditie. Alberto Savinio omschreef zijn muziek later als metafysisch. In 1914 publiceerde hij Chants de la mi-mort. Half dood was voor hem een staat van verhevigde ervaring tussen droom en werkelijkheid. Hij beschreef in dit stuk ook de te gebruiken kostuums en de toneelsetting. De gezichtslose ledepoppen van leer en hout, de ‘manichini’, vormden de inspiratiebron voor tal van schilderijen die na 1915 door zijn broer Giorgio werden vervaardigd.
In de Eerste Wereldoorlog diende Alberto Savinio in het Italiaanse leger. Hij werkte onder andere als vertaler aan het Balkanfront. In deze periode werd hij ook actief als schrijver. Met zijn broer Giorgio ontwikkelde hij de basisconcepten van de pittura metafisica. Hij publiceerde ze in het tijdschrift Valori Plastici in de periode 1918-1922.
In 1926 trouwde hij de actrice Maria Morino en in dat jaar vertrok hij naar Parijs. Daar begon hij te schilderen. Zijn schilderijen tonen fantasiefiguren (voorzien van koppen van beesten) gebaseerd op jeugdherinneringen en voorstellingen uit de Griekse mythologie (onder andere: Le navire perdu – 1926, La fidèle épouse -1929, La partenza del figliol prodigo -1930).
Na 1930 is hij actief als schilder en schrijver. Hij publiceerde een reeks semiautobiografische novelles en hij schreef verhandelingen over kunsttheoretische onderwerpen. Na de Tweede Wereldoorlog besteedde hij veel tijd aan het theater. In 1946 kwam de compositie van het ballet La vita dell ’uomo’ tot stand, voor het eerst opgevoerd in Rome in 1948. Alberto Savinio was ook betrokken bij een aantal producties in La Scala in Milaan (onder meer bij de opvoering van de L'Oiseau de Feu van Igor Stravinsky).
Alberto Savinio overleed op 5 mei 1952.